# خان ماهی
خان ماهی (به انگلیسی: Khan Mahi) یک شهرک در پاکستان است که در شهرستان چهارسده واقع شده‌است.